# Valby, Mjölby kommun
Valby eller Stora Wahlby är en herrgård i Väderstads socken, Mjölby kommun, som ligger tre kilometer nordost om Väderstad på östgötaslätten. Gården som är byggd 1831 består av en huvudbyggnad på ca 400 m² och två flyglar.
I samband med dikesgrävning 1847 gjordes ett vikingatida skattfynd bestående av silver och guld och kufiska mynt.
Sveriges nordligaste[källa behövs] pilallé leder fram till gården från Skänningevägen.